# Área micropolitana de Santa Isabel
El área micropolitana de Santa Isabel,  y oficialmente como Área Estadística Micropolitana de Santa Isabel, PR µSA  por la Oficina de Administración y Presupuesto, es un Área Estadística Micropolitana centrada en el municipio de Santa Isabel, en el Estado Libre Asociado de Puerto Rico. El área micropolitana tenía una población en el Censo de 2010 de 23.274 habitantes, convirtiéndola en la 3.º área metropolitana más poblada de Puerto Rico. El área micropolitana de Santa Isabel comprende el municipio de Santa Isabel.

## Composición del área micropolitana
- Santa Isabel